# 구라시나촌
구라시나촌(일본어: 倉科村)은 일본 나가노현 하니시나군에 설치되었던 촌이다. 현재의 지쿠마시에 해당한다.

## 역사
- 1889년 4월 1일 - 정촌제 시행에 의해 근세이후의 구라시나촌이 단독으로 자치체를 형성하였다.
- 1956년 9월 30일 - 야시로정에 편입해, 동일 구라시나촌은 폐지되었.
- 1959년 6월 1일 - 하니시나 군 야시로 정, 하뉴 정, 사라시나 군 이나리야마 정, 야와타 촌이 합병해 고쇼쿠 시가 성립하였다.
- 2003년 9월 1일 - 고쇼쿠 시, 사라시나 군 가미야마다 정, 하니시나 군 도구라 정이 합병해 지쿠마 시가 성립하였다.

## 참고문헌
- 角川日本地名大辞典 20 長野県